# Деревянная купальня в Екатерининском парке

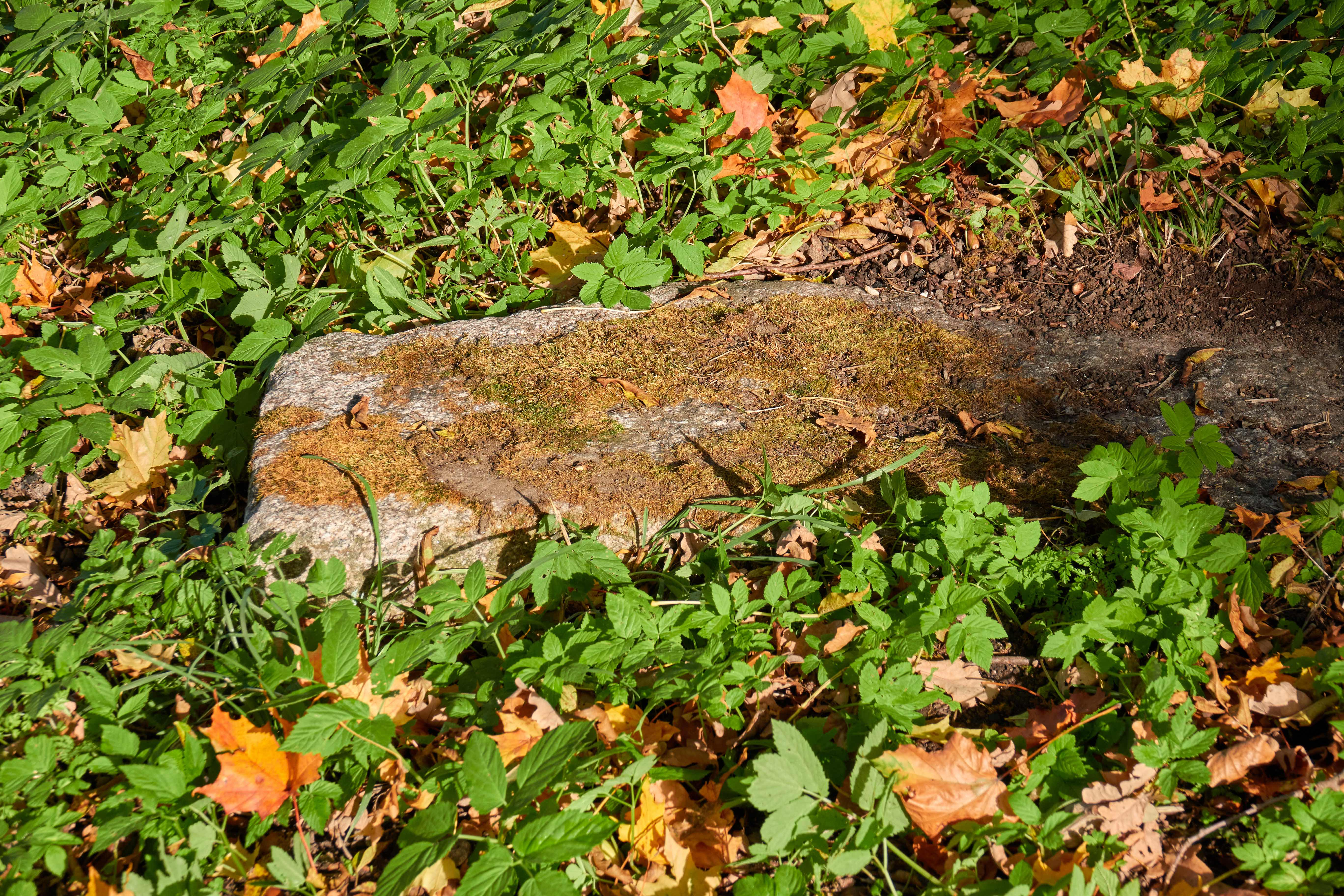
Остатки купальни, 2020 год

Деревянная купальня — утраченный памятник архитектуры, располагавшийся в Екатерининском парке города Пушкина рядом с Рамповой аллеей.
Купальня была построена по проекту Д. Кваренги в 1791 году, бассейн павильона обустроен Толем, строительством руководил И. Руска. Купальня строилась для внуков императрицы, тогда ещё маленьких, и была устроена в подражание античным бассейнам.
Сооружение состояло из прямоугольного бассейна 59х23 метров с отвесными стенами, укреплёнными шпунтовыми сваями. С торцов бассейна стояли высокие павильоны-лоджии с коринфскими колоннами и пилястрами; эти строения по мере старения обновляли В. П. Стасов и А. Ф. Видов (в 1860-х годах).
После оккупации Пушкина в Великую Отечественную войну от купальни остался только один портик. После войны остатки строения приспособили под летний театр, но в итоге разобрали (не позднее 1977 года); на 1985 год планировалось полное восстановление сооружения.